# Batalha de Locus Castrorum

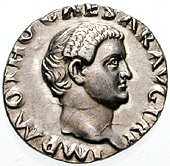
Otão

A Batalha de Locus Castorum ocorreu durante o Ano dos Quatro Imperadores entre os exércitos dos imperadores romanos rivais Otão e Vitélio. Locus Castorum era uma vila que existia no Império Romano do século I a cerca de 15 quilômetros de Cremona. Também foi referido como "os rodízios" e "no Castor's". A vila pode ter sido o local de um templo para os gêmeos, Castor e Pólux.
As forças de Otho encontraram as forças de Vitélio lá. Foi uma das três primeiras vitórias de Otão (a primeira nos Alpes e a segunda perto de Placentia), mas Vitélio acabou sendo o vencedor em Betriacum.